# ローレンス・ローゼンタール
ローレンス・ローゼンタール（Laurence Rosenthal、1926年11月4日-）は、アメリカ合衆国の作曲家、編曲家及び指揮者。1964年公開の映画『ベケット』は第37回アカデミー賞作曲賞及び第22回ゴールデングローブ賞作曲賞にノミネート、1972年公開の映画『ラ・マンチャの男』は第45回アカデミー賞編曲・歌曲賞にノミネートされている。

## 主な作品

### 映画
- 『レーズン・イン・ザ・サン』（en） - A Raisin in the Sun （1961年）
- 『奇跡の人』 - The Miracle Worker （1962年）
- 『ベケット』 - Becket （1964年）
- 『危険な旅路』（en） - The Comedians （1967年）
- 『ラ・マンチャの男』（en） - Man of La Mancha （1972年）
- 『オレゴン魂』 - Rooster Cogburn （1975年）
- 『サウス・ダコタの戦い』（en） - The Return of a Man Called Horse （1976年）
- 『ドクター・モローの島』 - The Island of Dr. Moreau （1977年）
- 『ドッグ・ソルジャー』 - Who'll Stop the Rain （1978年）
- 『ブラス・ターゲット』 - Brass Target （1978年）
- 『メテオ』 - Meteor （1979年）
- 『タイタンの戦い』 - Clash of the Titans （1981年）

### テレビドラマ
- 『サイコXX』 - How Awful About Allan （1970年）
- 『夜の逃亡者・国境線は遠かった』 - Night Chase （1970年）
- 『マニックス』 - Mannix （1971年）
- 『名探偵ジョーンズ』（en） - Barnaby Jones （1975年）
- 『テロリスト・黒い九月』（en） - 21 Hours at Munich （1976年）
- 『ファンタジー・アイランド』（en） - Fantasy Island （1977年-1984年）
- 『ファミリー』 - Who Will Love My Children? （1983年）
- 『愛と戦いの日々 ロマノフ王朝 大帝ピョートルの生涯』 - Peter the Great （1986年）
- 『アナスタシア/光・ゆらめいて』 - Anastasia: The Mystery of Anna （1986年）
- 『スナイパー/狙撃者』 - The Bourne Identity （1988年）
- 『ブレーメンの出来事』 - The Incident （1990年）
- 『タイニー・トゥーンズ』 - Tiny Toon Adventures （1990年）
- 『インディ・ジョーンズ/若き日の大冒険』 - The Young Indiana Jones Chronicles （1992年-1996年）
- 『女帝キャサリン』（en） - Catherine the Great （1995年）